# Jinja (miasto)
Jinja – miasto w południowo-wschodniej Ugandzie, ośrodek administracyjny okręgu Jinja, port nad Jeziorem Wiktorii, w miejscu wypływu Nilu Wiktorii. Założone w 1907 roku. Liczy 89 700 mieszkańców (2011).. Piąte pod względem wielkości miasto kraju.
Na zamówienie Brytyjczyków rozplanowanie miasta zostało zaprojektowane przez Ernsta Maya około 1949 roku.
W mieście rozwinął się przemysł włókienniczy, odzieżowy, cukrowniczy, olejarski, młynarski, metalowy, maszynowy, drzewny, papierniczy oraz meblarski. W mieście działa lotnisko.